# Adam Edward Stanisław Starzeński
Adam Edward Stanisław Starzeński herbu Lis (ur. 6 marca 1872 we Lwowie, zm. 6 grudnia 1956 w Nairobi w Kenii) – polski botanik, hrabia i ziemianin.
Właściciel majątku Mogielnica w województwie tarnopolskim. W 1898 r. zakupił wraz z 921 hektarami ziemi zespół pałacowo-parkowy we wsi Płaza k. Chrzanowa. W wyniku małżeństwa został także właścicielem pałacu w Kościelcu oraz wsi Piła Kościelecka. W latach 1900–1901 przebudował pałac w Płazie według projektu architekta Zygmunta Hendla. W 1921 r. przekazał go synowi Antoniemu Edmundowi.
Prowadził wszechstronną działalność społeczną. Zgromadził jeden z największych w Polsce zbiorów sztychów i litografii dotyczących polskiej historii. Niestety zbiór ten spłonął w 1940 wraz z całym pałacem w Kościelcu. Jako botanik propagował ochronę środowiska oraz zakładanie rezerwatów przyrody. Przyczynił się do powstania pierwszego rezerwatu tokowisk w Oblaskach (Puszcza Dulowska). Był też prezesem Towarzystwa Zaliczkowego w Chrzanowie. 
10 lutego 1940 został wywieziony w głąb ZSRR. Wraz z Polskimi Siłami Zbrojnymi przedostał się do Teheranu. Osiedlił się na stałe w Nairobi w Kenii, gdzie pracował w Muzeum Botanicznym. Systematycznie przesyłał rośliny z Afryki wschodniej do Zakładu Botaniki PAN w Krakowie. Autor zielnika zawierającego ponad 10.000 arkuszy, znajdującego się obecnie w posiadaniu Uniwersytetu Jagiellońskiego.